# ليوناردو كورتي
ليوناردو كورتي (بالإسبانية: Leonardo Corti)‏ (29 يناير 1981 بسان بيدرو في الأرجنتين - ) هو لاعب كرة قدم أرجنتيني في مركز حراسة المرمى. لعب مع ألماجرو.

## وصلات خارجية
- ليوناردو كورتي على موقع قاعدة بيانات كرة القدم.إي يو (الإنجليزية)
- ليوناردو كورتي على موقع Soccerway.com (الإنجليزية)